# The Red Shoes (album)
The Red Shoes is het zevende album van singer-songwriter Kate Bush en dateert uit 1993.
Voor de promotie van het album regisseerde Bush een korte film, getiteld The line, the cross and the curve, waarin zijzelf de hoofdrol vertolkte en samen speelde met onder andere Miranda Richardson.
In het Verenigd Koninkrijk behaalde het album de no. 2-positie in de hitlijsten, in Nederland behaalde het de 23ste plaats in de album top 100. In de Verenigde Staten behaalde het de 28ste plaats op de Billboard 200.
Na het completeren van dit album zou Kate Bush een pauze inlassen dewelke 12 jaar lang zou duren.

## Achtergrond
Het nummer The Red Shoes was gebaseerd op de film The Red Shoes uit 1948.
In Moments of pleasure bezingt Bush overleden vrienden en familieleden.
Muzikale bijdragen en vocalen worden onder andere geleverd door bekende sterren als Michael Kamen, Lenny Henry, Prince, Eric Clapton, Gary Brooker (van de band Procol Harum), Jeff Beck en het Bulgaarse koor Trio Bulgarka.

## Singles
Het album produceerde 4 singles in het Verenigd Koninkrijk dewelke allen aldaar in de top 40 van de UK singles chart hebben gestaan.
De meest succesvolle single was Rubberband girl dewelke de 12e positie behaalde in het Verenigd Koninkrijk, en de 37ste positie behaalde in de Nederlandse Single top 100.

## Receptie
Kate Bush werd in 1995 genomineerd op de Brit Awards voor Beste Britse vrouwelijke artiest voor de single Rubberband girl.

## The line, the cross and the curve
Ter promotie van het album regisseerde Bush de film The line, the cross and the curve. Naast Bush spelen Miranda Richardson en choreograaf Lindsey Kemp mee. De film is zowel gebaseerd op de gelijknamige film uit 1948 als op het sprookje De rode schoentjes van de Deense auteur Hans Christian Andersen.
De film beleefde zijn première op het London Film Festival in november van 1993. 
In 1996 werd de film genomineerd voor de Long form music video op de Grammy Awards.
De film wordt nog steeds gespeeld in arthouse bioscopen, zoals in het Hollywood Theatre in 2014.

## Nummers
1. "Rubberband girl"
2. "And so is love"
3. "Eat the music"
4. "Moments of pleasure"
5. "The song of Solomon
6. "Lily"
7. "The red shoes"
8. "Top of the city"
9. "Constellation of the heart"
10. "Big stripey lie"
11. "Why should I love you?"
12. "You're the one"